# Egér sarlósfecske
Az egér sarlósfecske (Schoutedenapus myoptilus) a madarak (Aves) osztályának sarlósfecske-alakúak (Apodiformes) rendjébe, ezen belül a  sarlósfecskefélék (Apodidae) családjába tartozó faj.

## Rendszerezése
A fajt Tommaso Salvadori olasz ornitológus írta le 1888-ban, a Cypselus nembe Cypselus myoptilus néven.

## Alfajai
- Schoutedenapus myoptilus chapini (Prigogine, 1957)
- Schoutedenapus myoptilus myoptilus (Salvadori, 1888)
- Schoutedenapus myoptilus poensis (Alexander, 1903)[2]

## Előfordulása
Afrikában, Angola, Burundi, Dél-Szudán, Kamerun, a Kongói Demokratikus Köztársaság, Egyenlítői-Guinea, Etiópia, Kenya, Malawi, Mozambik, Ruanda, Szudán, Tanzánia, Uganda, Zambia és Zimbabwe területén honos. 
Természetes élőhelyei szubtrópusi és trópusi síkvidéki és hegyi esőerdők, sziklás környezetben, folyók és patakok környékén, valamint legelők és vidéki kertek. Állandó, nem vonuló faj.

## Megjelenése
Átlagos testhossza 16 centiméter, testtömege 22 gramm.

## Életmódja
Rovarokkal, főleg repülő hangyákkal táplálkozik.

## Természetvédelmi helyzete
Az elterjedési területe rendkívül nagy, egyedszáma pedig stabil. A Természetvédelmi Világszövetség Vörös listáján nem fenyegetett fajként szerepel.